# Sankt Anna am Aigen
Sankt Anna am Aigen est une commune autrichienne du district de Südoststeiermark en Styrie.

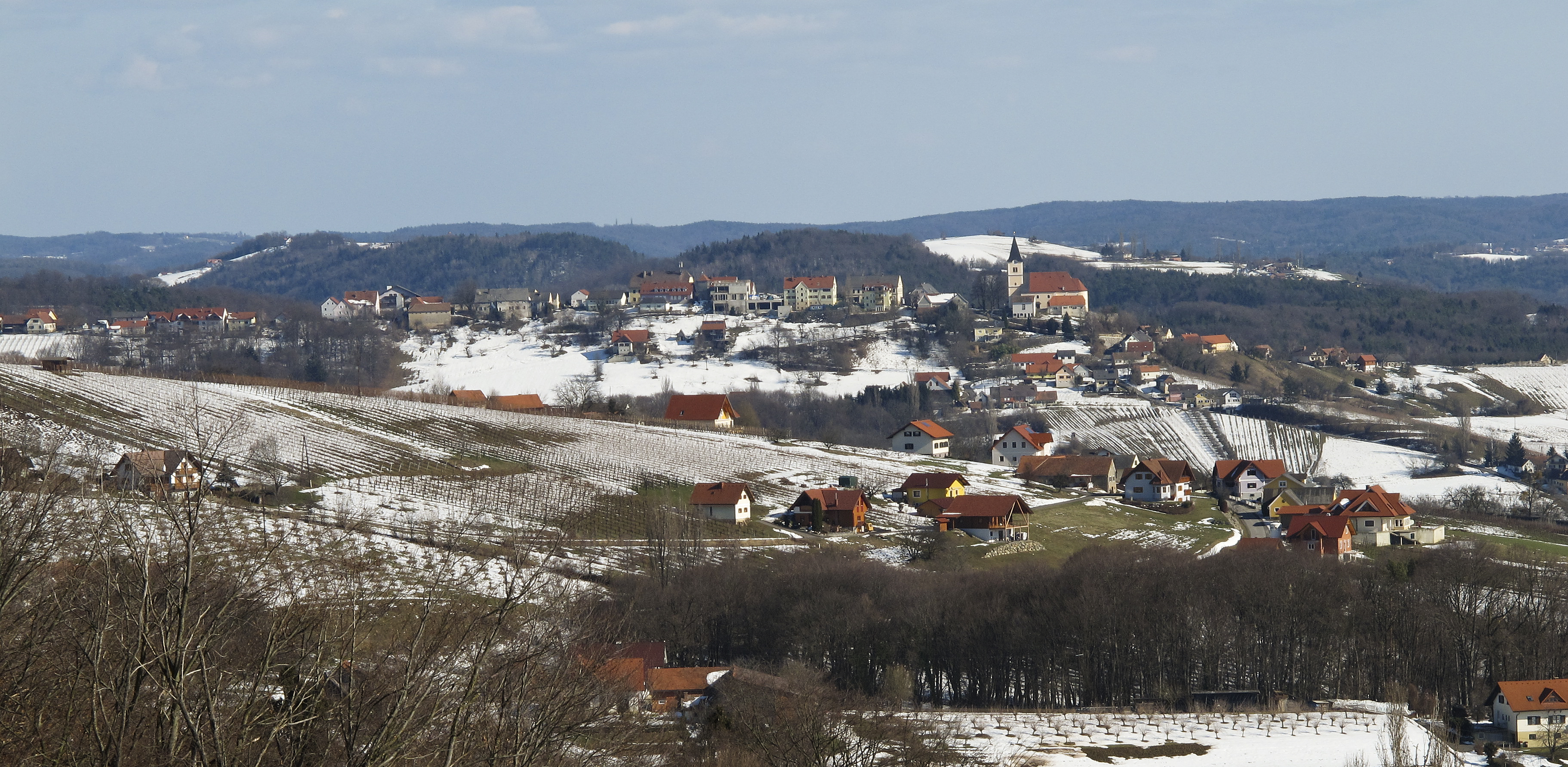
Sankt Anna am Aigen vu de l'ouest